# Waterloo (Wisconsin)
Waterloo is een plaats (city) in de Amerikaanse staat Wisconsin, en valt bestuurlijk gezien onder Jefferson County.

## Demografie
Bij de volkstelling in 2000 werd het aantal inwoners vastgesteld op 3259. In 2006 is het aantal inwoners door het United States Census Bureau geschat op 3253, een daling van 6 (-0,2%).

## Geografie
Volgens het United States Census Bureau beslaat de plaats een oppervlakte van 10,2 km², waarvan 10,1 km² land en 0,1 km² water. Waterloo ligt op ongeveer 241 m boven zeeniveau.

## Sport
In Waterloo is het hoofdkantoor gevestigd van de grootste fietsenfabrikant van de VS: Trek Bicycle Corporation. Vanaf 2017 wordt in Waterloo jaarlijks een wereldbeker veldrijden georganiseerd.

## Plaatsen in de nabije omgeving
De onderstaande figuur toont nabijgelegen plaatsen in een straal van 20 km rond Waterloo.